# Grigor Dimitrov
Grigor Dimitrov (in bulgaro Григор Димитров?; Haskovo, 16 maggio 1991) è un tennista bulgaro.
Dopo un'eccezionale carriera negli juniores, durante la quale è stato nº 1 al mondo e vincitore nel 2008 di Wimbledon e degli US Open, passa al professionismo quello stesso anno. I suoi maggiori successi nel circuito maggiore sono le ATP Finals e il Cincinnati Open (siglati entrambi nel 2017). Nei tornei del Grande Slam ha disputato le semifinali a Wimbledon 2014, Australian Open 2017 e US Open 2019. Vanta come miglior ranking la 3ª posizione, raggiunta il 20 novembre 2017, e nove titoli in singolare nel circuito ATP, tra cui un Masters 1000.

## Biografia
I genitori sono entrambi ex pallavolisti, il padre Dimităr vinse la medaglia d'argento alle Olimpiadi di Mosca e in seguito divenne allenatore di tennis, mentre la madre Marija intraprese la carriera di insegnante di educazione fisica. Inizia a giocare a tennis con il padre all'età di cinque anni. Tra il 2012 e il 2015 è stato fidanzato con la tennista Marija Šarapova, e dal 2016 al 2019 con la cantante Nicole Scherzinger.

## Carriera

### Tra gli juniores
Fa le sue prime isolate apparizioni nell'ITF Junior Circuit nel 2004 e 2005, inizia a giocare con continuità nel 2006 e ad aprile vince i suoi primi titoli imponendosi sia in singolare che in doppio in un torneo bulgaro di Grade 5. Il primo risultato importante in un torneo di Grade A è la finale raggiunta e persa in doppio nel settembre 2007 agli US Open in coppia con Vasek Pospisil. A fine anno perde anche la finale in singolare al prestigioso Orange Bowl contro Ričardas Berankis. Torna a giocare a giugno 2008 ed esce nei quarti di finale al Roland Garros per mano di Jerzy Janowicz. Trionfa al successivo torneo di Wimbledon superando in finale Henri Kontinen e conferma il suo grande momento con il successo nell'atto conclusivo contro lo statunitense Devin Britton anche agli US Open, il suo ultimo torneo da juniores, risultato con cui sale in vetta alla classifica mondiale di categoria. Passa quindi al professionismo dopo aver vinto 4 titoli juniores in singolare e due in doppio.

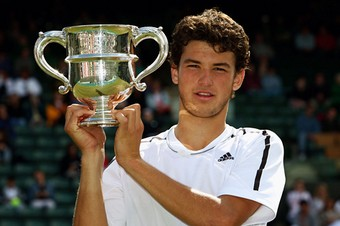
Grigor Dimitrov mentre alza il trofeo juniores a Wimbledon nel 2008

### 2007-2008: inizi e primi titoli ITF tra i professionisti, esordio in Coppa Davis
Dopo i primi tornei giocati tra i professionisti nel 2007, nel febbraio 2008 vince il primo titolo in doppio nel torneo ITF Futures Spain F5. Ad aprile, a soli 17 anni, esordisce in Coppa Davis trascinando la squadra bulgara alla promozione dal III al II gruppo Europa/Asia con una striscia di sei vittorie su altrettanti incontri. A giugno alza il primo trofeo in singolare vincendo il torneo ITF Spain F20, debutta poi nel circuito Challenger con una sconfitta in singolare e raggiungendo la semifinale in doppio a Sofia. Grazie a una wild card, la settimana successiva entra per la prima volta nel tabellone principale di un torneo ATP al Rosmalen Open e viene subito eliminato da Igor' Andreev. I trionfi nei tornei juniores di Wimbledon e degli US Open gli valgono una wild card per le qualificazioni al Masters di Madrid, dove viene eliminato al primo turno da Florent Serra. La settimana successiva accede con un'altra wild Card alle qualificazioni di Basilea, ottiene la sua prima vittoria nell'ambito dei tornei ATP battendo in tre set il nº 122 della classifica Jiří Vaněk e viene eliminato al secondo incontro. Vince in singolare altri due tornei Futures in Spagna e termina l'anno alla 493ª posizione mondiale.

### 2009: primi incontri vinti nel circuito ATP in singolare e primo titolo Challenger in doppio
Nel febbraio 2009 vince il primo incontro in un tabellone principale ATP a Rotterdam sconfiggendo il nº 23 del mondo Tomáš Berdych, e al secondo turno porta al terzo set il nº 1 Rafael Nadal. Si impone in entrambi i singolari nella sfida vinta 3-2 contro l'Ungheria, nell'incontro con Attila Balázs consegue la sua prima vittoria in carriera al quinto set. Dopo i suoi primi quarti di finale disputati nell'ATP Challenger Tour a Cremona e Nottingham, all'ATP del Queen's supera Iván Navarro e cede al secondo turno a Gilles Simon.
Sconfitto da Jo-Wilfried Tsonga nel torneo esibizione sull'erba del Boodle Challenge, fa il suo debutto in una prova del Grande Slam con una wild card a Wimbledon come vincitore del torneo juniores dell'anno precedente ed è costretto al ritiro durante il primo turno contro Igor' Kunicyn. Viene eliminato al primo turno anche all'ATP di Bastad da Guillermo Cañas ed esce nei quarti al Challenger di Segovia. Alle qualificazioni per gli U.S. Open perde al secondo turno da Thomaz Bellucci. A settembre si aggiudica a Trnava il primo titolo Challenger in carriera vincendo il torneo di doppio con Tejmuraz Gabašvili, dopo che il mese precedente aveva perso la finale all'Istanbul Challenger in coppia con Marsel İlhan.

### 2010: primi titoli Challenger e 106º del ranking in singolare
Eliminato nelle qualificazioni agli Australian Open da Robert Kendrick, a marzo vince i due singolari e il doppio nella sfida di Coppa Davis in cui la Bulgaria supera per 3-2 il Principato di Monaco. Torna a mettersi in luce sull'erba dei Queen's con il successo su Bogdanović e perde al secondo turno contro Feliciano López. Subito dopo disputa a Marburgo la sua prima semifinale in singolare in un Challenger e viene sconfitto da Simone Vagnozzi. Nel secondo turno di Coppa Davis la squadra bulgara viene sconfitta dalla Slovenia per 5-0 e Dimitrov perde il singolare contro Blaž Kavčič e il doppio. Quell'estate si aggiudica tre tornei ITF e ad agosto abbandona il circuito ITF dopo averne vinti in totale sei in singolare e due in doppio.
A fine mese vince a Ginevra il suo primo titolo Challenger in singolare battendo in finale Pablo Andújar per 6-2, 4-6, 6-4, risultato con cui fa il suo ingresso nella top 200. Si ripete nei due successivi tornei giocati vincendo i Challenger del Bangkok Open 1 e del Bangkok Open 2, sconfiggendo nelle rispettive finali Konstantin Kravčuk e Aleksandr Kudrjavcev. Verso fine ottobre perde la finale al Challenger da 106.500 euro di Orleans contro Nicolas Mahut dopo il successo in tre set in semifinale contro il nº 32 del ranking Michaël Llodra. Chiude la stagione con il nuovo miglior ranking al 106º posto mondiale.

### 2011: primi quarti di finale ATP e 52º nel ranking
Nel 2011 supera le qualificazioni agli Australian Open, vince il suo primo incontro in una prova del Grande Slam eliminando Golubev e al secondo turno perde contro Wawrinka, a fine torneo entra per la prima volta nella top 100, all'85ª posizione. A febbraio supera le qualificazioni ed esce al primo turno sia a Rotterdam che a Dubai, e a inizio marzo sconfigge in finale al Challenger de Cherbourg. Anche al suo esordio in un torneo ATP Masters 1000 a Miami viene sconfitto al primo turno. L'ascesa in classifica gli vale l'accesso ai successivi tornei dell'ATP Tour, dopo l'eliminazione al secondo turno a Houston e al primo a Barcellona, raggiunge per la prima volta i quarti di finale a Monaco di Baviera grazie al successo sul nº 25 del mondo Marcos Baghdatis e viene sconfitto da Florian Mayer.
Uscito al primo turno al suo esordio al Roland Garros e sull'erba del Queen's, si riscatta spingendosi ai quarti a Eastbourne e viene eliminato da Janko Tipsarević; sempre a Eastbourne raggiunge inoltre la sua unica finale in un torneo ATP, e in coppia con Andreas Seppi viene sconfitto da Jonathan Erlich / Andy Ram per 3-6, 3-6. A Wimbledon perde al secondo turno in 4 set contro Tsonga, e non supera il secondo turno neanche nei primi tornei dell'estate americana. Si spinge al terzo turno a Washington e viene nuovamente sconfitto da Tipsarević. Vince il primo incontro in un Masters 1000 a Cincinnati e perde al secondo turno contro il nº 6 al mondo David Ferrer per 5-7 nel set decisivo, risultato con cui porta il best ranking al 52º posto mondiale. Esce al terzo turno a Winston-Salem e al primo al suo esordio agli US Open 2011. A fine stagione viene eliminato nei quarti agli ATP 250 di Bangkok e Stoccolma, battuto rispettivamente da Andy Murray e Milos Raonic. Quell'anno non prende parte alla Coppa Davis.

### 2012: prime semifinali ATP e top 50

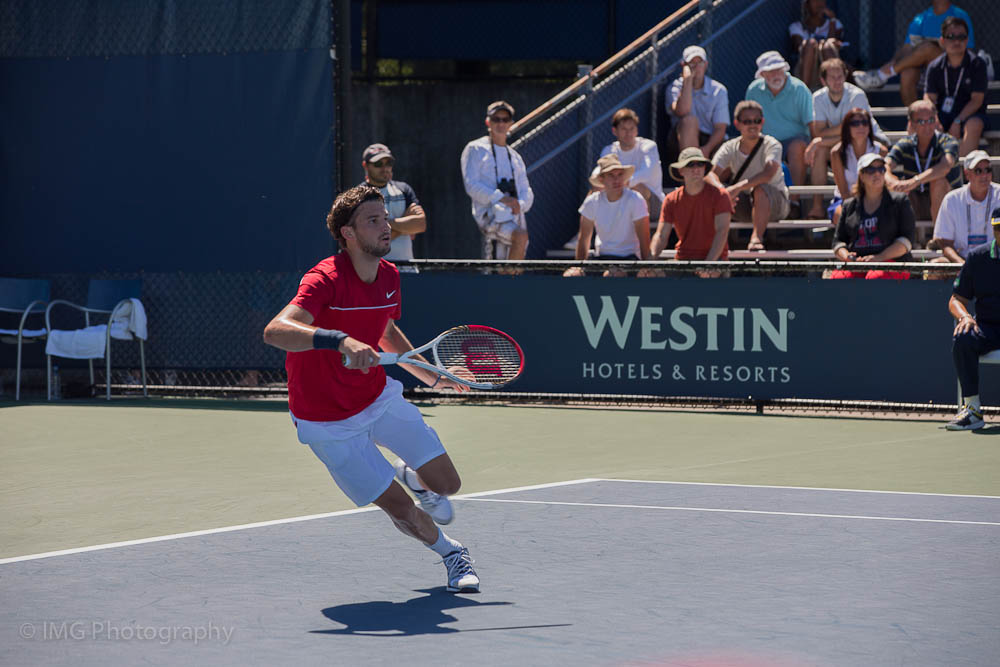
Grigor Dimitrov agli US Open 2012

Comincia la stagione rappresentando la Bulgaria alla Hopman Cup con Cvetana Pironkova. A Brisbane raggiunge la semifinale in doppio con Kei Nishikori e si ritirano dal torneo prima di giocarla. Agli Australian Open supera Jérémy Chardy e viene sconfitto al secondo turno da Nicolás Almagro. I risultati negativi di quel periodo lo fanno uscire dalla top 100. All'Indian Wells Open sconfigge Ivan Dodig e perde al secondo turno contro David Ferrer. Si spinge per la prima volta al quarto turno in un Masters 1000 al Miami Open con il primo successo in carriera su un top 10, il nº 7 del mondo Tomáš Berdych, viene di nuovo eliminato da Tipsarević e rientra nella top 100. A maggio disputa il suo ultimo torneo Challenger a Praga. Non va oltre il secondo turno all'ATP di Nizza e al Roland Garros. Raggiunge al Queen's la prima semifinale ATP in carriera e cede in due set a David Nalbandian.
Costretto al ritiro durante il match di secondo turno a Wimbledon, raggiunge la semifinale anche ai successivi ATP 250 di Båstad, dove perde in due set contro il nº 5 del mondo David Ferrer, e di Gstaad, nella quale cede dopo due tie-break a Thomaz Bellucci. Fa il suo debutto olimpico ai Giochi di Londra, disputati sull'erba di Wimbledon, ed esce al secondo turno per mano di Gilles Simon. Perde al primo turno nei tre tornei disputati nella trasferta americana, tra cui gli US Open. A fine stagione raggiunge per la prima volta i quarti di finale in un ATP 500 a Basilea, mentre non va oltre il secondo turno ai Masters 1000 di Shanghai e Parigi. Contribuisce in Coppa Davis al ritorno nel Gruppo II Europa della Bulgaria, giocando e vincendo un singolare in ogni turno nelle vittoriose sfide contro Albania, Georgia e Macedonia. Chiude l'anno con il nuovo best ranking al 48º posto mondiale.

### 2013: primo titolo ATP e 23º nel ranking
Fa l'esordio stagionale al Brisbane International e, dopo il successo contro Brian Baker, elimina in due set Milos Raonic e Jürgen Melzer (numeri 2 e 7 del seeding), battendo al tie-break decisivo Marcos Baghdatis raggiunge la sua prima finale ATP in carriera e viene sconfitto da Andy Murray per 6-7, 2-6; a fine torneo si porta alla 41ª posizione mondiale, nuovo best ranking. Eliminato al primo turno nei successivi tre tornei, tra cui gli Australian Open, torna al successo a Rotterdam e raggiunge la sua prima semifinale in un ATP 500 battendo Bernard Tomić, Nikolaj Davydenko e Marcos Baghdatis. Si arrende al nº 7 del mondo Juan Martín del Potro per 4-6, 4-6. Con la sconfitta subita al terzo turno al Masters 1000 di Indian Wells contro Novak Đoković porta il best ranking al 31º posto mondiale. Anche al Masters di Miami viene eliminato al terzo turno, questa volta da Andy Murray.

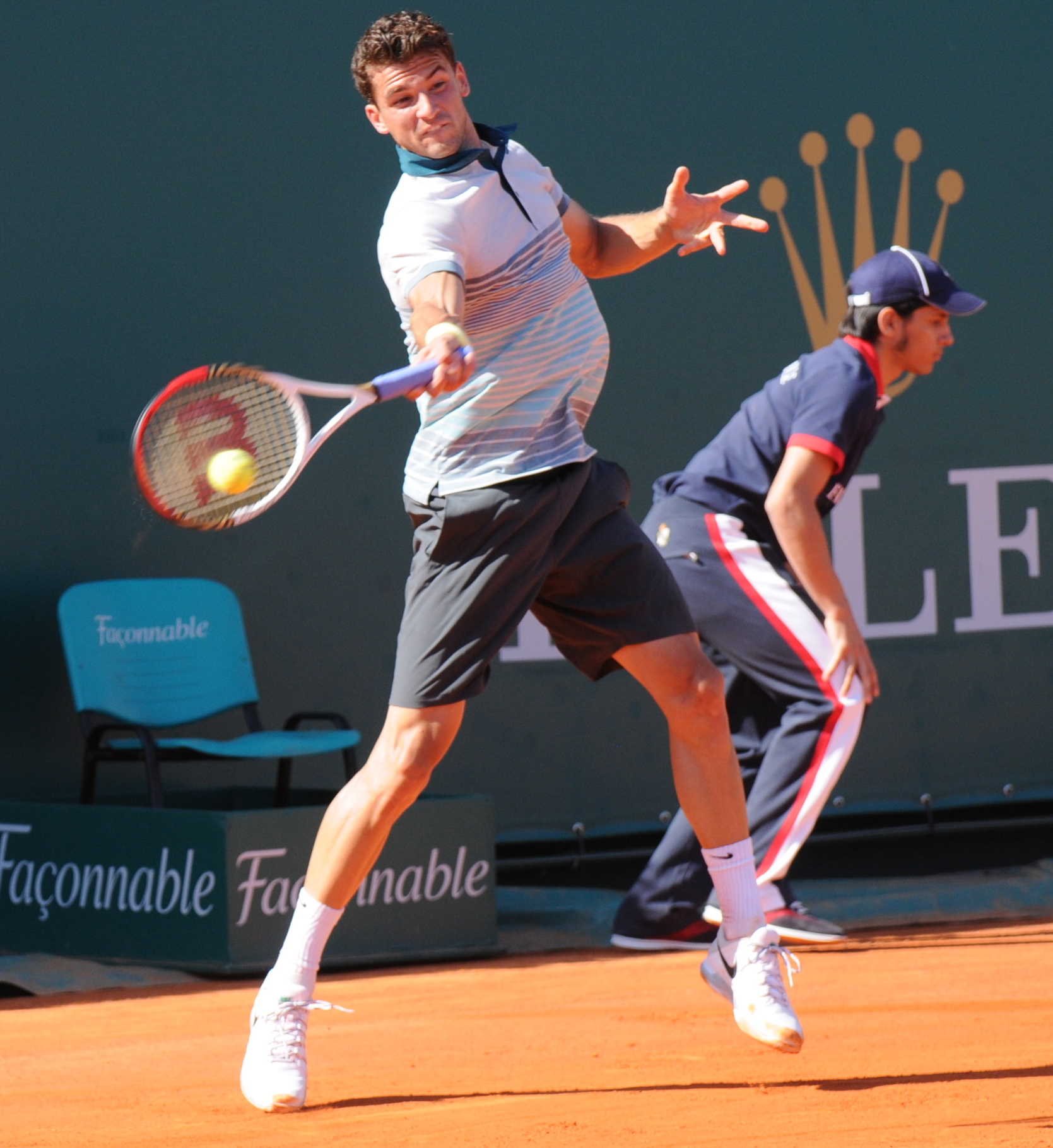
Grigor Dimitrov al torneo di Monte Carlo nel 2013

Dopo le sconfitte nei primi tre incontri, supera per la prima volta Janko Tipsarević a Monte Carlo, con il successo su Florian Mayer raggiunge i suoi primi quarti di finale in un Masters 1000 e viene sconfitto da Rafael Nadal al terzo set dopo un incontro equilibrato. Al secondo turno del Masters 1000 di Madrid consegue la vittoria più importante da inizio carriera battendo il nº 1 del mondo Novak Đoković con il punteggio di 7-6, 6-7, 6-3. e al turno successivo perde in tre set contro Stan Wawrinka. Non va oltre il secondo turno agli Internazionali d'Italia, mentre al terzo turno dell'Open di Francia Novak Đoković si prende la rivincita concedendogli solo 8 giochi. Non riesce a difendere la semifinale dell'anno precedente al Queen's, dove perde al secondo turno contro Lleyton Hewitt. Esce al secondo turno anche a Wimbledon, sconfitto a sorpresa da Grega Zemlja, che si impone per 11-9 al quinto set.
Al successivo torneo di Båstad supera nei quarti il nº 20 ATP Juan Mónaco e in semifinale viene sconfitto da Fernando Verdasco in tre set. Inizia la stagione sul cemento americano a Washington e viene battuto nei quarti di finale da Tommy Haas in due tie-break. A Cincinnati ha la meglio sul nº 15 del mondo Nicolas Almagro ed esce di scena agli ottavi per mano di Nadal. Agli US Open subisce un'altra delusione con la sconfitta al primo turno contro João Sousa in cinque set. Esce al primo turno anche a Pechino e Shanghai e si riscatta vincendo a Stoccolma il suo primo titolo ATP, con il successo in finale sul nº 3 del mondo David Ferrer con il punteggio di 2-6, 6-3, 6-4. Eliminato nei quarti a Basilea da Roger Federer, al Masters di Parigi Bercy perde al terzo turno contro del Potro e chiude l'anno con il nuovo best ranking al 23º posto. Nel corso della stagione compie importanti progressi in doppio, a cominciare dal terzo turno raggiunto con Baghdatis agli Australian Open, ed entra per la prima volta nella top 100 dopo la semifinale a Miami e il secondo turno al Roland Garros con Frederik Nielsen. Consegue altri discreti risultati e ad agosto sale al 66º posto mondiale.

### 2014: tre titoli ATP, semifinale a Wimbledon e top 10

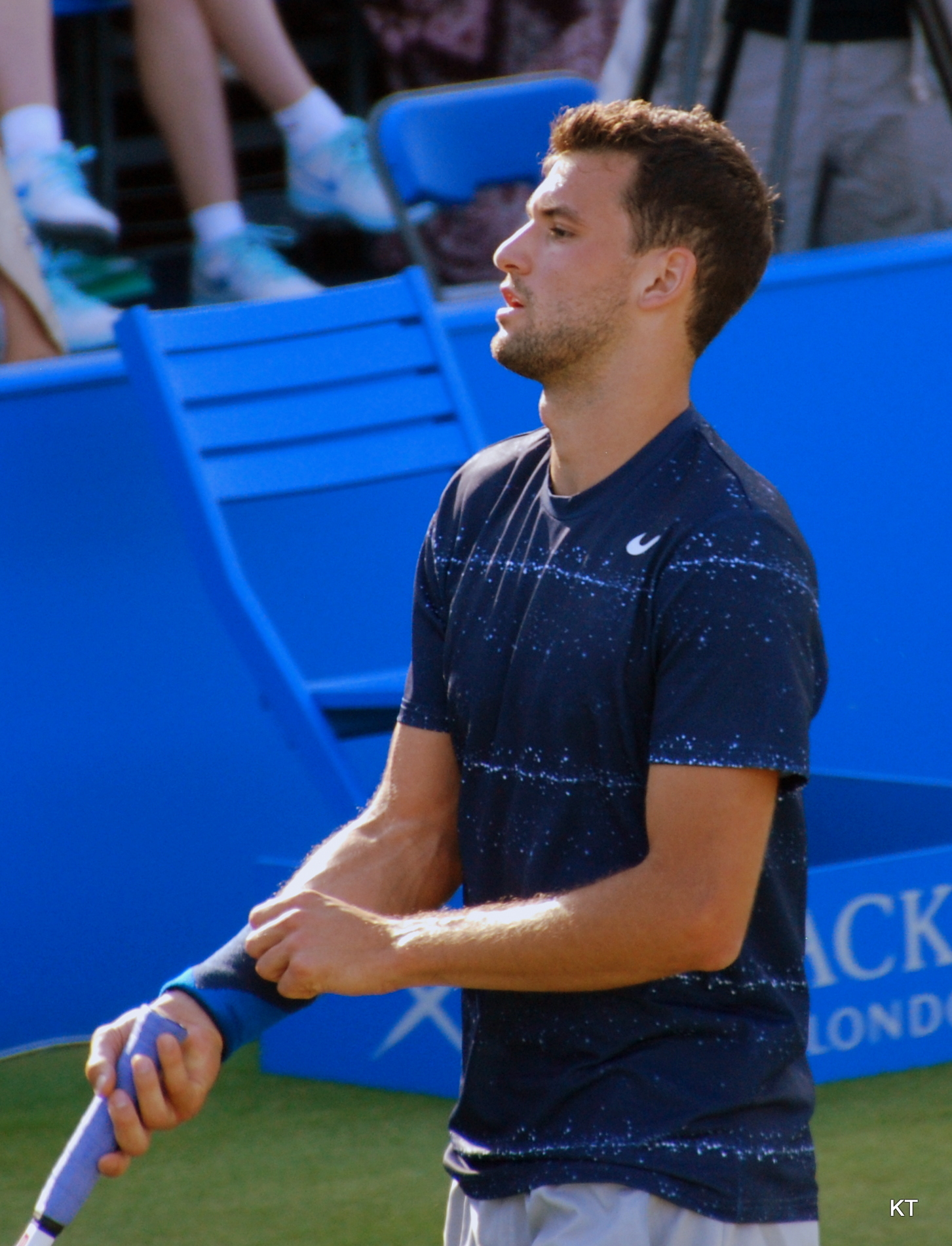
Dimitrov durante il vittorioso torneo al Queen's nel 2014.

Eliminato al secondo turno a Brisbane, raggiunge per la prima volta i quarti in una prova dello Slam agli Australian Open 2014, sconfigge tra gli altri il nº 11 del mondo Milos Raonic e cede al quarto set a Rafael Nadal dopo aver vinto il primo. Vince poi ad Acapulco il suo secondo titolo ATP eliminando nei primi turni Marinko Matosevic, Marcos Baghdatis, e Ernests Gulbis. In semifinale sconfigge per la prima volta Andy Murray, superato al tie-break del terzo set, e batte in finale Kevin Anderson per 7-6, 3-6, 7-6, risultati con cui entra nella top 20. Dopo le eliminazioni al terzo turno nei Masters 1000 di Indian Wells, Miami e Monte Carlo, riprende l'ascesa nel ranking aggiudicandosi il terzo titolo in carriera, secondo stagionale, sconfiggendo in finale a Bucarest Lukáš Rosol con il punteggio di 7-6, 6-1. Disputa la sua prima semifinale Masters 1000 agli Internazionali d'Italia, negli ottavi sconfigge in rimonta il nº 6 del mondo Tomáš Berdych, approfitta del ritiro nei quarti di Tommy Haas e raccoglie solo 4 giochi contro Nadal; raggiunge la semifinale anche in doppio assieme a Lukas Rosol.
Il buon momento di forma non trova conferma al Roland Garros, dove esce al primo turno per mano di Ivo Karlović. La settimana successiva vince al Queen's il suo quarto titolo ATP, concede solo 6 giochi in semifinale al nº 3 del mondo Wawrinka e ha la meglio in finale su Feliciano López con il punteggio di 6-7, 7-6, 7-6 dopo aver annullato un match-ball. A Wimbledon arriva alla sua prima semifinale in uno Slam, eliminando fra gli altri in rimonta al quinto set il nº 19 al mondo Oleksandr Dolgopolov e nei quarti il nº 5 e campione uscente Andy Murray con un eloquente 6-1, 7-6, 6-2. Viene sconfitto dal futuro campione Novak Đoković per 4-6, 6-3, 6-7, 6-7 con il rammarico di non aver trasformato 4 set-point nel quarto set. Con questo risultato entra per la prima volta nella top 10, in 9ª posizione.
Sale all'8º posto mondiale con la semifinale raggiunta al Masters 1000 di Toronto, nella quale viene sconfitto in due set da Jo-Wilfried Tsonga. Vince il suo primo incontro in carriera agli US Open superando Ryan Harrison, raggiunge gli ottavi di finale e viene sconfitto da Gaël Monfils. Il miglior risultato nella trasferta asiatica sono i quarti di finale al China Open e viene eliminato da Novak Đoković. A Stoccolma è chiamato a difendere il titolo conquistato l'anno precedente e viene sconfitto in finale da Tomáš Berdych al terzo set, mentre a Basilea è ancora una volta il padrone di casa Roger Federer a eliminarlo nei quarti di finale. Chiude la stagione all'11º posto mondiale dopo la sconfitta al terzo turno del Paris Masters per opera di Andy Murray, che gli preclude la qualificazione alle ATP World Tour Finals.

### 2015: due semifinali ATP e discesa nel ranking
Eliminato in semifinale da Roger Federer all'esordio stagionale a Brisbane, raggiunge gli ottavi di finale agli Australian Open e viene nuovamente sconfitto da Andy Murray. Vince un solo incontro in ciascuno dei successivi tornei di Rotterdam, Acapulco, Indian Wells e Miami. Accede ai quarti di finale a Monte Carlo con i successi su Fognini e sul nº 9 del mondo Stan Wawrinka – a cui concede 3 soli giochi – e ne raccoglie 4 contro Gaël Monfils. Dopo la sconfitta in semifinale a Istanbul contro Pablo Cuevas, anche al Masters di Madrid supera Fognini e Wawrinka e raggiunge i quarti e viene questa volta eliminato da Nadal. Fognini si prende la rivincita sconfiggendolo al secondo turno agli Internazionali d'Italia. Con le premature eliminazioni al Roland Garros, al Queen's e a Wimbledon inizia a perdere posizioni nel ranking. Non supera mai il terzo turno nella trasferta americana, ed esce al secondo agli US Open per mano di Kukuškin. Nell'ultima parte della stagione viene sconfitto nei quarti a Kuala Lumpur e Stoccolma e al terzo turno del Paris Masters, dopo che aveva eliminato il nº 11 ATP Marin Čilić. Nel corso del 2015 disputa e vince i suoi ultimi due incontri di Coppa Davis in carriera. Chiude l'anno al 28º posto mondiale.

### 2016: tre finali ATP e rientro nella top 20

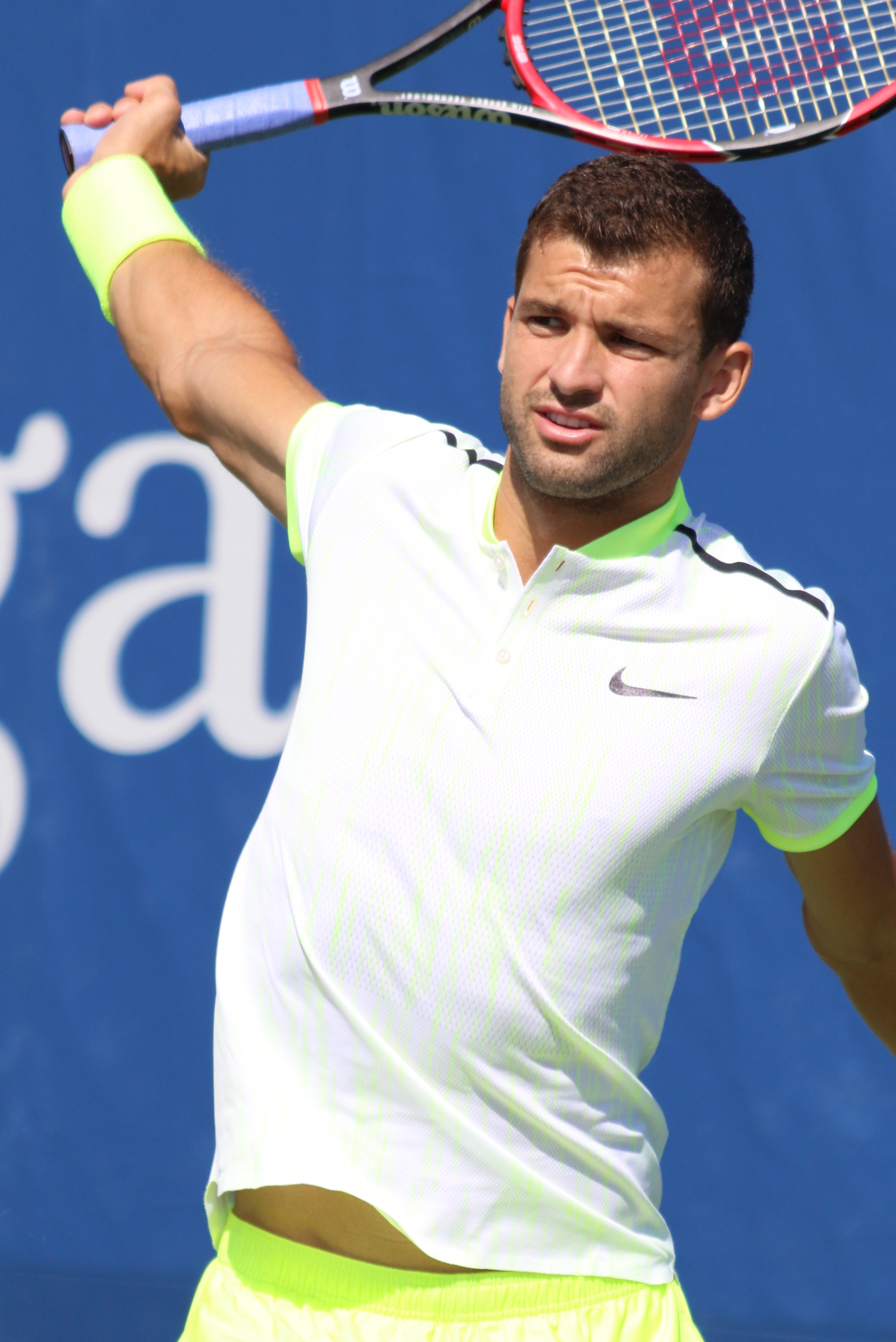
Dimitrov all'US Open 2016

Anche il 2016 inizia con una sconfitta contro Federer a Brisbane, questa volta al terzo set nei quarti di finale. Torna a disputare una finale dopo 15 mesi a Sydney, e perde al tie-break del set decisivo contro Viktor Troicki. Viene di nuovo eliminato da Federer al terzo turno degli Australian Open. A Delray Beach perde la semifinale contro Rajeev Ram e ad Acapulco esce di scena nei quarti per mano di Dominic Thiem. Al terzo turno di Miami sconfigge il nº 2 del mondo Murray, con il quale aveva perso gli ultimi tre incontri, e viene eliminato al turno successivo da Monfils. Raggiunge la finale anche a Istanbul e perde contro il nº 89 del mondo Diego Schwartzman per 7-6, 6-7, 0-6. Seguono cinque eliminazioni al primo turno nei tornei successivi, compreso il Roland Garros. Torna al successo a Wimbledon e viene eliminato al terzo turno da Steve Johnson.
Sceso al 40º posto mondiale, inizia a risalire con i quarti di finale raggiunti al Masters di Toronto, persi contro Kei Nishikori, mentre al primo turno dei Giochi di Rio raccoglie solo 5 giochi contro Marin Čilić. Raggiunge quindi la prestigiosa semifinale a Cincinnati, elimina tra gli altri il nº 4 del mondo Wawrinka e cede nuovamente a Cilic, che si impone in rimonta. Si spinge fino agli ottavi di finale agli US Open e subisce una dura sconfitta contro Andy Murray. A Chengdu raggiunge la semifinale e viene battuto al tie-break del terzo set da Albert Ramos Viñolas. Al terzo turno dell'ATP 500 di Pechino lascia solo 6 giochi a Rafael Nadal, che l'aveva sconfitto in tutti i 7 incontri giocati in precedenza, raggiunge quindi la finale e viene battuto di nuovo da Andy Murray con il punteggio di 4-6 6-7. Disputa un'ulteriore semifinale a Stoccolma e viene sconfitto da un ritrovato Juan Martín del Potro. Al terzo turno a Parigi Bercy cede a Đoković in tre set e chiude l'anno al 17º posto mondiale.

### 2017: trionfo alle ATP Finals, primo titolo Masters 1000, altri due titoli e nº 3 del mondo

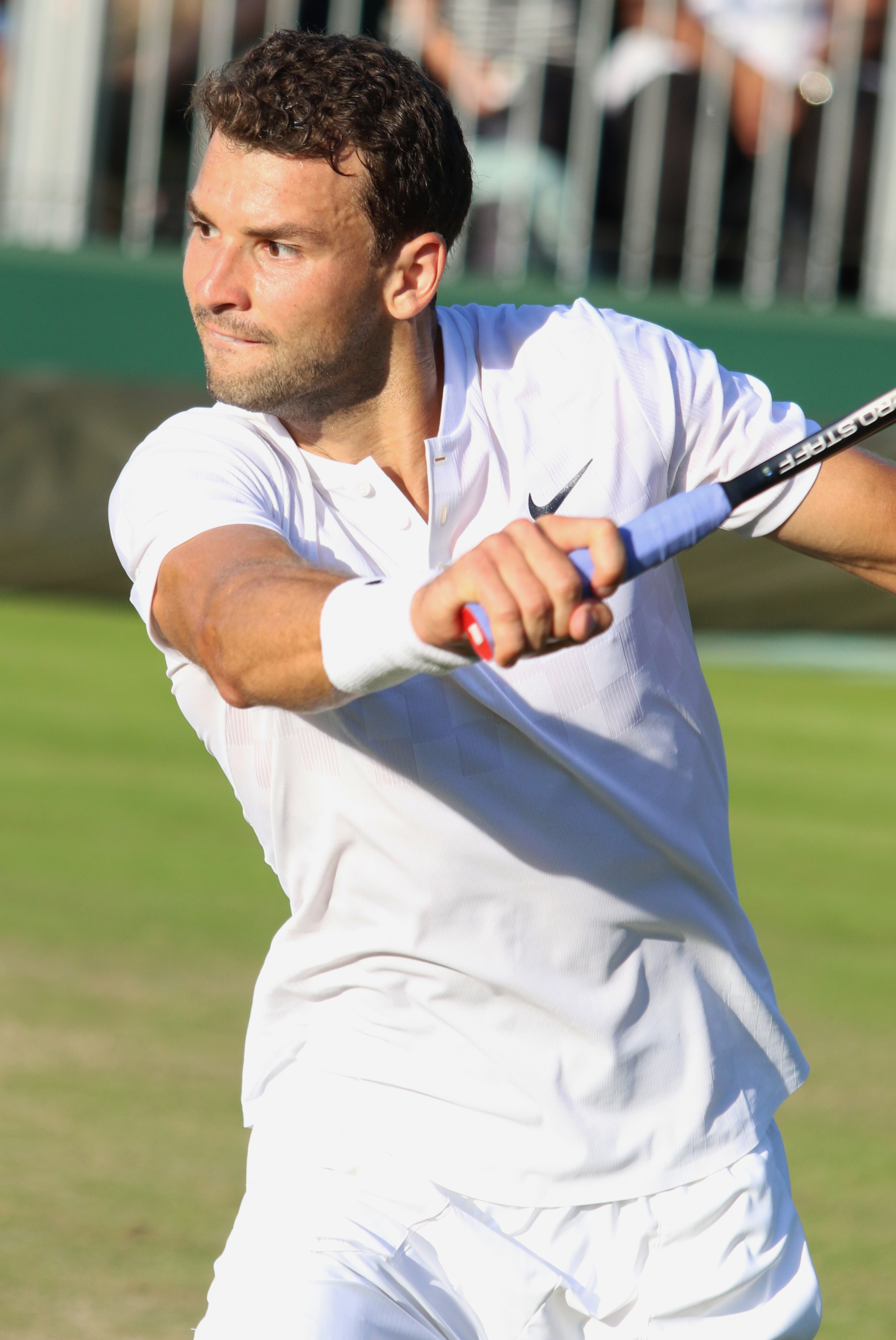
Dimitrov al Torneo di Wimbledon 2017

Conferma i progressi messi in mostra nel finale di stagione precedente vincendo a Brisbane il suo primo titolo dopo due anni e mezzo, nei quarti vince in tre set contro il nº 8 del mondo Thiem, in semifinale ha la meglio sul nº 3 Raonic e trionfa in finale sconfiggendo il nº 5 Nishikori per 6-2, 2-6, 6-3. Raggiunge per la prima volta la semifinale agli Australian Open, elimina tra gli altri i top 20 Richard Gasquet e David Goffin e viene sconfitto da Rafael Nadal dopo cinque ore di gioco con il punteggio di 6-3, 5-7, 7-6, 6-7, 6-4. Una settimana dopo vince anche il torneo di casa a Sofia, in finale ritrova Goffin e si impone per 7-5, 6-4. Il belga si prende la rivincita imponendosi in rimonta nei quarti di finale al successivo torneo di Rotterdam. Sul cemento americano di Indian Wells e Miami vince un solo match contro Michail Južnyj.
Il momento negativo prosegue con le sconfitte all'esordio a Marrakech e Montecarlo, torna al successo a Madrid e cede al terzo turno a Dominic Thiem perdendo 9-11 il tie-break decisivo dopo aver sprecato cinque match point. Al Roland Garros raggiunge per la seconda volta in carriera il terzo turno e viene eliminato da Pablo Carreño Busta. Torna a mettersi in evidenza arrivando in semifinale al Queen's e viene sconfitto in tre set da Feliciano López. Rientra nella top 10 con il quarto turno raggiunto per la seconda volta in carriera a Wimbledon, e perde in tre set contro Roger Federer. Apre la stagione americana sul cemento con le eliminazioni al terzo turno a Washington e a Montréal. Vince il suo primo titolo in un Masters 1000 a Cincinnati, dove non perde alcun set e cede un solo turno di battuta in tutto il torneo. Dopo i successi su Feliciano López, Juan Martín del Potro e Yūichi Sugita, in semifinale ha la meglio dopo due tie-break su John Isner e trionfa in finale contro Nick Kyrgios per 6-3, 7-5. Agli US Open viene sconfitto a sorpresa al secondo turno dal nº 53 ATP Andrej Rublëv.
A Pechino supera Juan Martín del Potro e Roberto Bautista Agut e in semifinale perde contro Nadal in tre set. Cede al campione maiorchino nel set decisivo anche nei quarti del Masters 1000 di Shanghai dopo aver eliminato Sam Querrey. Disputa la quarta finale stagionale a Stoccolma e del Potro gli concede solo sei giochi. Con il terzo turno raggiunto al Paris Masters sale per la prima volta alla 6ª posizione mondiale. Si qualifica per la prima volta in carriera alle ATP Finals di Londra e al primo incontro supera al terzo set il nº 4 del mondo Dominic Thiem. Si classifica primo del girone lasciando solo due giochi sia a David Goffin che a Pablo Carreño Busta, che a torneo in corso aveva sostituito Nadal. In semifinale rimonta Jack Sock e vince 6-3 il terzo set. In finale ritrova Goffin, che aveva a sorpresa eliminato Federer in semifinale, e si impone con il punteggio di 7-5, 4-6, 6-3; vince così il titolo più prestigioso in carriera e diventa il primo bulgaro a vincere il torneo. Conclude il suo anno migliore alla 3ª posizione mondiale, dopo aver vinto anche il suo primo Masters 1000 e altri due titoli ATP.

### 2018: una finale ATP e nuova discesa in classifica

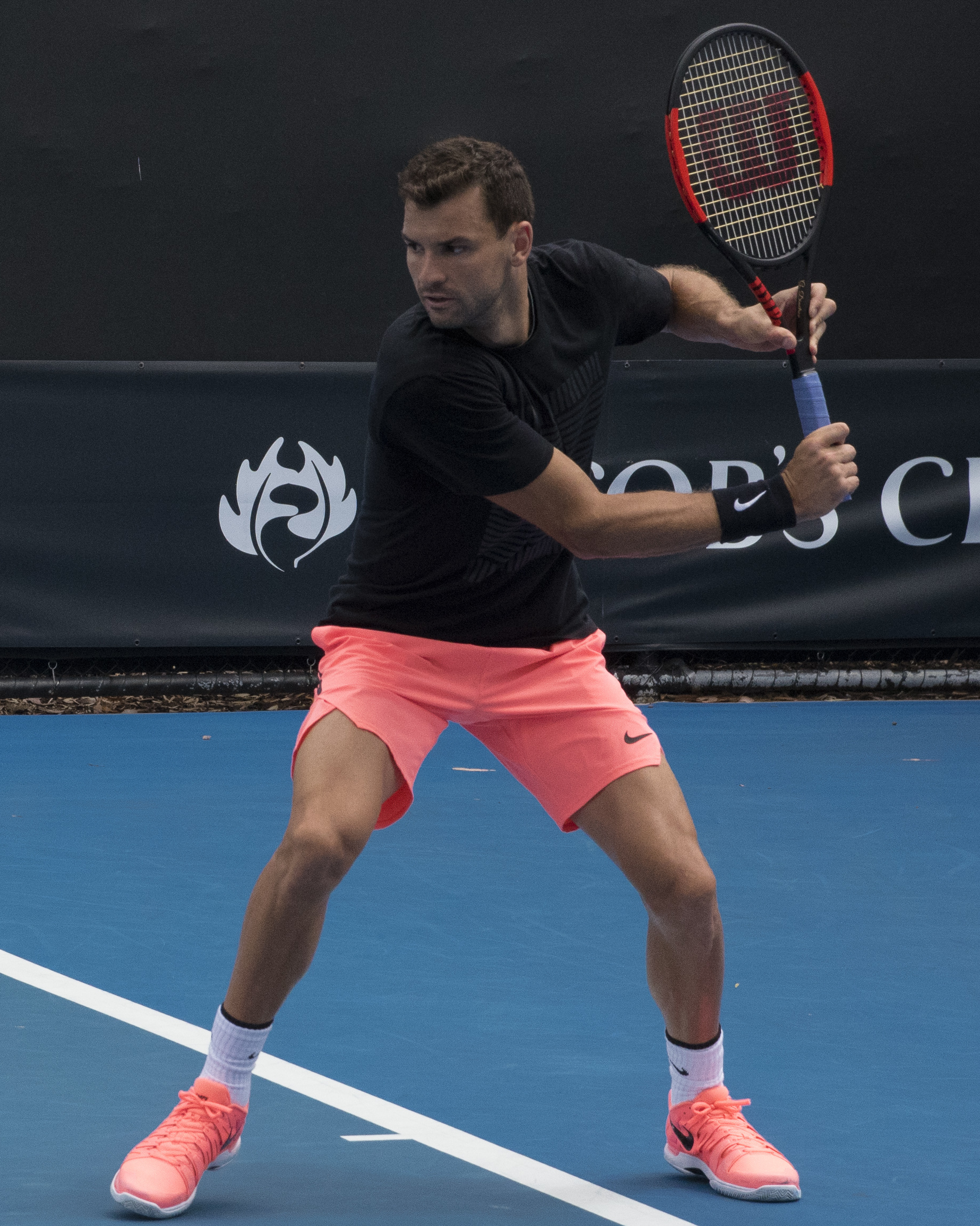
Dimitrov nel 2018

Inizia la stagione perdendo in semifinale a Brisbane contro Nick Kyrgios. Agli Australian Open supera Rublëv e si prende la rivincita su Kyrgios ed esce di scena nei quarti di finale per mano di Kyle Edmund. Raggiunge la finale all'ATP 500 di Rotterdam e raccoglie solo 4 giochi contro Roger Federer. Per il secondo anno di fila vince in totale un solo incontro nei Masters 1000 di Indian Wells e Miami. Si riscatta raggiungendo la semifinale a Monte Carlo grazie al successo sul nº 10 del mondo Goffin e colleziona solo 5 giochi contro Rafael Nadal. Viene eliminato nei quarti a Barcellona dal nº 11 del ranking Pablo Carreño Busta, mentre viene sconfitto al turno di esordio nei Masters 1000 di Madrid e Roma, rispettivamente da Milos Raonic e Kei Nishikori. Al terzo turno del Roland Garros subisce una secca sconfitta contro Fernando Verdasco, mentre al primo turno a Wimbledon cede a Stan Wawrinka.
Si spinge fino ai quarti a Toronto e raccoglie solo 4 giochi contro Kevin Anderson. Scende all'8º posto del ranking dopo la sconfitta subita al terzo turno a Cincinnati contro Novak Đoković e, come a Wimbledon, viene eliminato al primo turno agli US Open da Wawrinka. Nel suo unico impegno di settembre gioca per la prima volta in Laver Cup e contribuisce alla vittoria della squadra europea sconfiggendo Frances Tiafoe. Non consegue altri risultati di rilievo e si presenta all'ultimo appuntamento stagionale al Paris Masters come nº 10 del ranking, viene sconfitto negli ottavi da Marin Čilić e deve rinunciare a prendere parte e difendere il titolo alle ATP Finals, chiudendo l'anno alla 19ª posizione in classifica.

### 2019: crollo nel ranking e rientro in top 20 con le semifinali agli US Open e a Parigi-Bercy

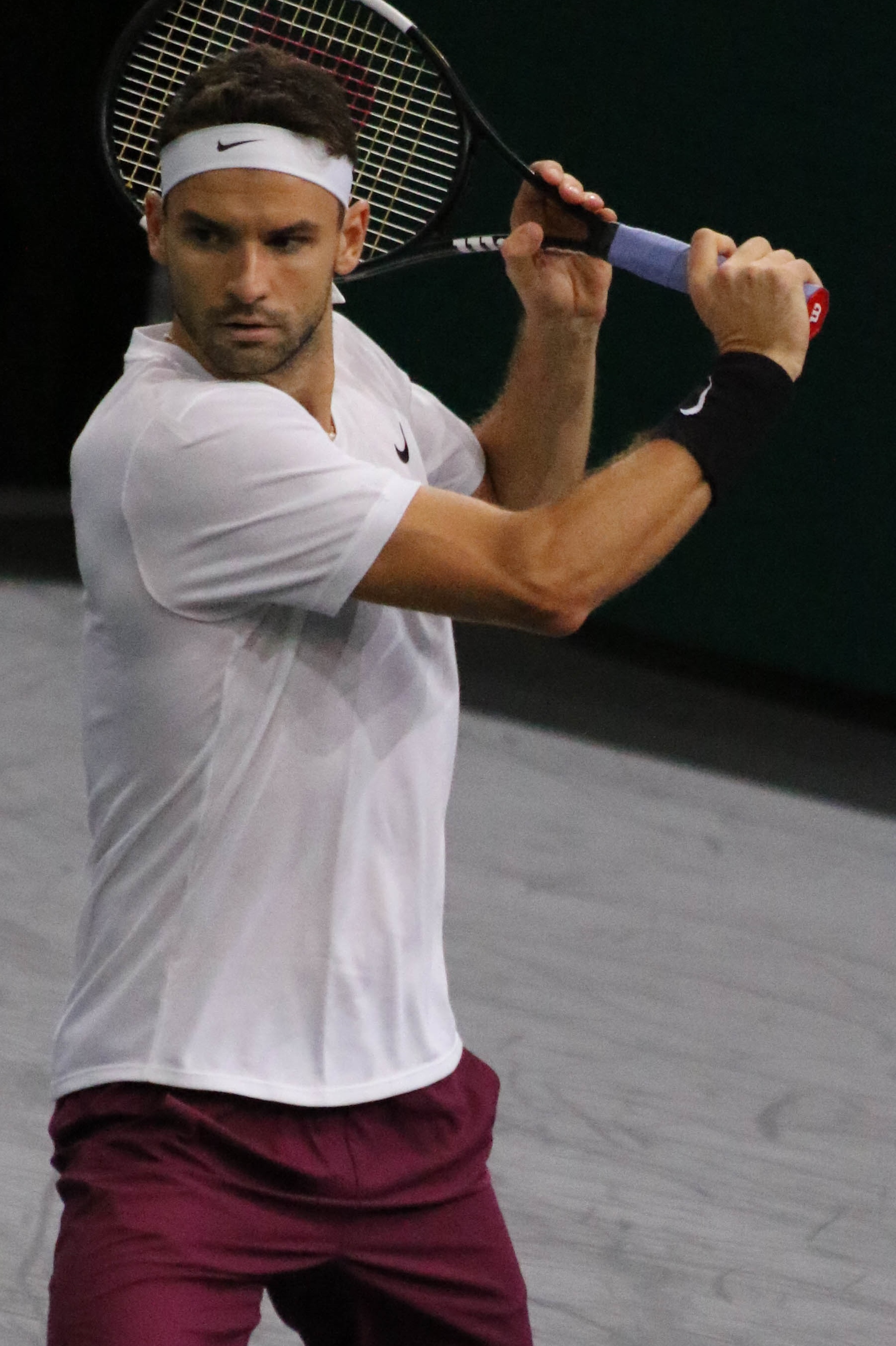
Dimitrov a Parigi Bercy nel 2019

Come negli anni precedenti fa l'esordio stagionale a Brisbane e perde nei quarti di finale contro Kei Nishikori. Agli Australian Open non va oltre gli ottavi, sconfitto da Tiafoe in quattro set. Un problema alla spalla destra lo tiene lontano dalle competizioni per quasi due mesi, rientra a Miami ed esce al terzo turno per mano di Jordan Thompson, mentre a Monte Carlo perde agli ottavi contro Rafael Nadal. Vince in totale un solo incontro nei tre tornei successivi, scende al 49º posto del ranking e a Ginevra deve tornare a giocare nelle qualificazioni – come non gli succedeva dal 2012 – e dopo averle superate perde di nuovo al primo turno. Torna al successo al Roland Garros battendo Tipsarević, elimina quindi il nº 13 del mondo Marin Čilić e al terzo turno viene sconfitto da Wawrinka. Dopo aver rinunciato al Rosmalen Open per il riacutizzarsi del problema alla spalla, esce di nuovo all'esordio nei tre tornei successivi, tra i quali Wimbledon.
Vince un solo incontro a Los Cabos e continua a scendere nel ranking con le nuove sconfitte patite contro Wawrinka al primo turno nei Masters di Montréal e Cincinnati. Si presenta agli US Open con la 79º posizione nel ranking, la più bassa dal maggio 2012, e per la prima volta in carriera raggiunge la semifinale del torneo. Dopo il successo su Andreas Seppi accede al terzo turno per il forfait di Borna Ćorić, supera quindi in tre set Kamil Majchrzak e Alex de Minaur e nei quarti compie l'impresa di eliminare in 5 set il nº 3 del mondo Roger Federer, contro il quale aveva perso tutti i 7 incontri giocati in precedenza. Viene sconfitto in tre set dal nº 5 Daniil Medvedev e risale alla 25ª posizione. Vince solo 2 dei 6 incontri successivi e torna protagonista nell'ultimo torneo stagionale al Paris Masters, dove elimina tra gli altri il nº 14 del ranking David Goffin e il nº 5 Dominic Thiem e perde in due set la semifinale contro Novak Đoković, facendo rientro nella top 20.

### 2020: due semifinali ATP e ottavi di finale al Roland Garros
Inaugura la nuova stagione giocando la prima edizione dell'ATP Cup, con 3 vittorie su 4 incontri contribuisce ai successi su Gran Bretagna e Moldavia, nell'ultima sfida viene sconfitto da David Goffin ed è il Belgio a superare la fase a gironi. Al secondo turno degli Australian Open perde contro Tommy Paul al tie break del quinto set. Esce al secondo turno anche a Rotterdam dopo aver eliminato Denis Shapovalov. Raggiunge la semifinale ad Acapulco grazie al successo nei quarti contro Wawrinka e subisce una netta sconfitta contro Nadal.
Al rientro dopo lo stop per la pandemia viene sconfitto al secondo turno da Marton Fucsovics sia al Cincinnati Masters che ai successivi US Open, perdendo alcune posizioni in classifica. Agli Internazionali d'Italia si spinge fino ai quarti di finale rimontando negli ottavi Jannik Sinner e cede contro Denis Shapovalov al terzo set. Al Roland Garros approfitta del tabellone favorevole e sconfigge nei primi tre turni giocatori a ridosso della top 100, approda così per la prima volta agli ottavi nello Slam parigino e cede in 3 set al nº 6 del mondo Stefanos Tsitsipas. Dopo la semifinale persa contro Alex de Minaur all'ATP 250 di Anversa, raggiunge i quarti all'ATP 500 di Vienna, dove elimina il nº 18 del ranking Karen Chačanov, si prende la rivincita in rimonta su Tsitsipas e viene sconfitto da Daniel Evans in tre set. È l'ultimo impegno di una stagione che chiude al 19º posto mondiale.

### 2021-2022: quarti di finale all'Australian Open e semifinale a Indian Wells, Monte Carlo e Vienna
Apre la stagione con l'eliminazione nei quarti di finale all'ATP 250 di Melbourne 2 per mano di Corentin Moutet. Al primo turno degli Australian Open supera in tre set Cilic, al terzo approfitta del ritiro di Carreño Busta e negli ottavi di finale concede solo 8 giochi al nº 3 del mondo Dominic Thiem. Nei quarti di finale viene estromesso in 4 set dalla rivelazione del torneo Aslan Karacev, complice un infortunio subito il giorno prima che ne condiziona il rendimento a partire dal secondo set. Grazie a questi risultati risale alla 16ª posizione mondiale. Esce nei quarti anche ad Acapulco per mano di Lorenzo Musetti. Attraversa quindi un periodo negativo in primavera e in estate, in cui gli unici risultati di rilievo sono i terzi turni raggiunti ai Masters 1000 di Monte Carlo e Cincinnati, mentre vince solo due dei cinque incontri disputati negli ultimi tre Slam stagionali.
Dopo l'eliminazione al secondo turno agli US Open scende al 29º posto del ranking e si riprende spingendosi fino in semifinale a San Diego, dove elimina tra gli altri Karacev e perde al terzo set contro Casper Ruud. Raggiunge per la prima volta in carriera la semifinale al successivo Masters 1000 di Indian Wells, dove sconfigge Daniel Altmaier, il nº 20 ATP Reilly Opelka e soprattutto il nº 2 del mondo Daniil Medvedev, reduce dal suo primo trionfo in uno Slam agli US Open, contro il quale rimonta dopo aver perso il primo set ed essere stato in svantaggio di 1-4 nel secondo. Nei quarti di finale supera al tie-break del set decisivo il nº 12 ATP Hubert Hurkacz e in semifinale raccoglie solo 6 giochi contro Cameron Norrie. Risale alla 21ª posizione del ranking e subito scende alla 30ª con l'eliminazione al primo turno a Vienna.

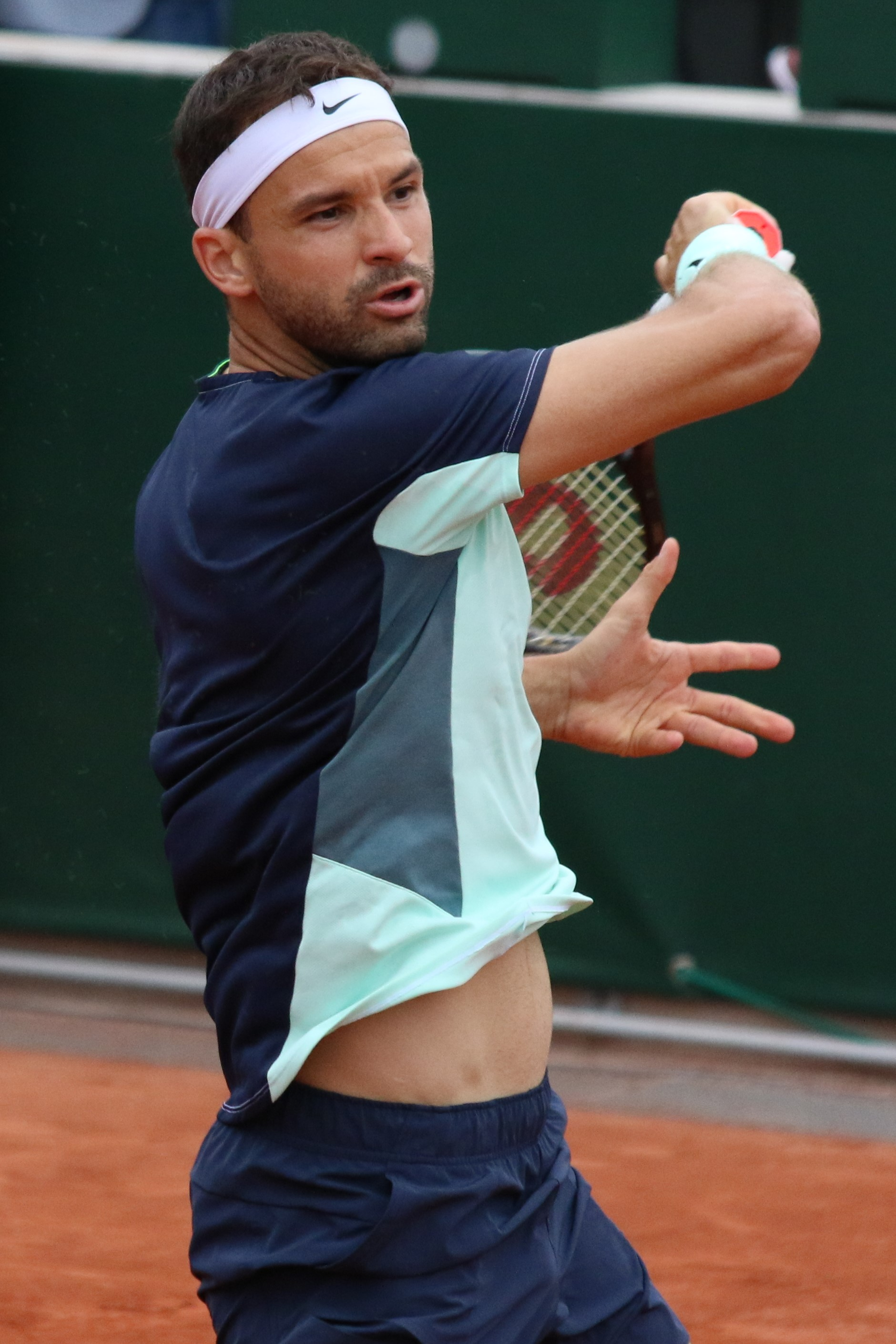
Dimitrov al Roland Garros nel 2022

Al primo impegno stagionale raggiunge la semifinale al Melbourne Summer Set e cede in due set a Maxime Cressy, mentre non va oltre il secondo turno agli Australian Open. Disputa nuovamente un buon torneo a Indian Wells con i successi in due set su Bublik e Isner e viene eliminato nei quarti da Andrej Rublëv. Torna a giocare in semifinale a Monte Carlo, dove negli ottavi batte in due set il nº 7 del mondo Casper Ruud e nei quarti ha la meglio sul nº 14 Hubert Hurkacz. Nell'incontro che vale l'accesso alla finale perde al terzo set contro la sorpresa del torneo Alejandro Davidovich Fokina. Rientra nella top 20 dopo aver raggiunto a Barcellona il terzo turno, nel quale Tsitsipas gli concede solo 5 giochi. Viene sconfitto dal campione greco anche nei due successivi tornei, al terzo turno a Madrid e al secondo agli Internazionali d'Italia. Esce di scena al terzo turno anche al Roland Garros.
Nei successivi 9 tornei vince in totale solo 4 incontri, tra le uscite al turno di esordio vi sono quelle a Wimbledon e al torneo di casa a Sofia, mentre agli US Open viene eliminato al secondo turno dal nº 69 del ranking Brandon Nakashima. Sceso alla 32ª posizione, si sblocca raggiungendo la semifinale all'ATP 500 di Vienna, dove elimina tra gli altri il top 10 Rublev e viene sconfitto da Medvedev. All'ultimo impegno del 2022 si spinge fino al terzo turno al Paris Masters e raccoglie solo 4 giochi nel suo primo match contro Carlos Alcaraz, il diciannovenne nº 1 del mondo reduce dal trionfo agli US Open.

### 2023: finale a Parigi-Bercy, rientro in top 15

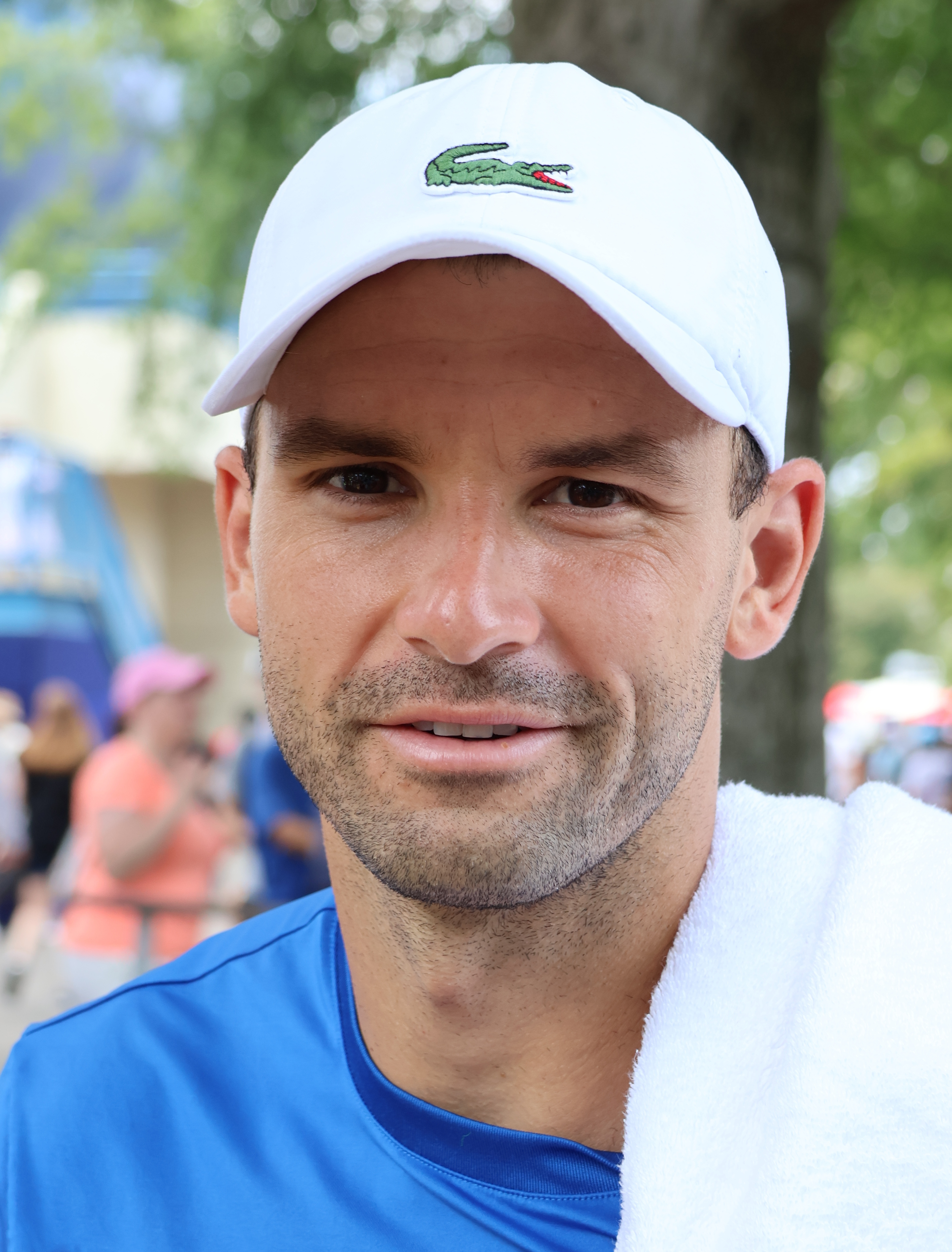
Dimitrov nel 2023

Fa il suo esordio stagionale alla prima edizione della United Cup e vince due dei tre incontri disputati, perde quello con Tsitsipas e la Bulgaria viene eliminata finendo seconda nel girone dietro la Grecia. Al terzo turno degli Australian Open trova Djokovic, che si impone in 3 set. Disputa la prima semifinale stagionale a Rotterdam e raccoglie solo 3 giochi contro Medvedev dopo aver eliminato il nº 10 ATP Hurkacz e il 25 Alex de Minaur. Non vince mai più di un incontro in ciascuno dei successivi 7 tornei. Torna a essere protagonista a Ginevra raggiungendo la sua prima finale ATP dopo più di 5 anni grazie al successo in semifinale sul nº 9 del mondo Taylor Fritz, sconfitto al tie-break del parziale decisivo. Nel match che assegna il titolo oppone resistenza solo nel primo set a Nicolás Jarry, che si impone per 7-6, 6-1. Il buon momento continua nei tornei successivi, torna a disputare il quarto turno al Roland Garros e cede in tre set a Zverev, mentre al Queen's raggiunge i quarti senza perdere alcun set, elimina tra gli altri Francisco Cerúndolo prima della sconfitta subita contro Alcaraz, che vincerà il torneo.
Raggiunge il quarto turno anche a Wimbledon con il successo sul top 10 Frances Tiafoe, perde in 4 set contro il nº 6 del mondo Holger Rune e rientra nella top 20 da cui era uscito nel settembre 2022. Dopo un mese di pausa si spinge fino alla semifinale a Washington e viene sconfitto dal vincitore del torneo Daniel Evans. Agli US Open elimina Murray e cede al terzo turno a Zverev in 4 set dopo aver vinto il primo. Raggiunge la semifinale a Chengdu ed è nuovamente Zverev a estrometterlo dal torneo. All'ATP 500 di Pechino elimina il nº 4 del mondo Holger Rune ed esce di scena nei quarti di finale per mano del vincitore del torneo Jannik Sinner. A Shanghai nell'ATP 1000 arriva in semifinale battendo tra gli altri il nº 2 al mondo Carlos Alcaraz per 5-7, 6-2, 6-4. Viene battuto in semifinale da Andrej Rublev per 6-7, 3-6. L'ottima prova nel Masters Cinese gli consente di risalire in classifica ATP sino alla posizione nº 17. Al successivo 500 di Vienna batte all'esordio Musetti è viene sconfitto in rimonta da Daniil Medvedev.
Al Master 1000 di Parigi-Bercy raggiunge la finale battendo ancora una volta Musetti al primo turno, al secondo turno si prende la rivincita su Medvedev battendolo al tie-break del terzo set. Negli ottavi lascia 4 giochi a Bublik e supera in tre set anche Hurkacz e Tsitsipas per raggiungere la finale. Nell'ultimo atto viene sconfitto in due set da Novak Djokovic che solleva il suo 40º Master 1000 in carriera. Alla fine del torneo sale alla posizione 14º del ranking.

### 2024: primo titolo dopo 6 anni, finale a Miami e quarti al Roland Garros, rientro in top 10
Inizia la stagione a Brisbane: elimina tra gli altri Andy Murray e Jordan Thompson, che aveva sconfitto il rientrante Rafael Nadal, e nell'ultimo atto si impone sulla testa di serie numero 1 Holger Rune. Si tratta del nono titolo in carriera per Dimitrov, il primo dopo quello alle ATP Finals 2017. Sconfitto al terzo turno agli Australian Open, torna in finale all'ATP 250 di Marsiglia grazie ai successi su Korda e Khachanov e viene sconfitto da Ugo Humbert in due set. Come l'anno precedente raggiunge la semifinale a Rotterdam e questa volta viene eliminato da de Minaur. A Indian Wells esce di scena agli ottavi contro Daniil Medvedev mentre al Miami Open raggiunge la finale grazie alle vittorie su Hubert Hurkacz, sul nº 2 del mondo Carlos Alcaraz e sul nº 5 Alexander Zverev. Viene sconfitto dal nº 3 del mondo Jannik Sinner per 6-3 6-1; a fine torneo sale alla 9ª posizione del ranking ATP rientrando nella top 10 dopo più di 6 anni.
Il miglior risultato nei tre Masters 1000 europei su terra battuta è il quarto turno raggiunto agli Internazionali d'Italia, in cui perde al terzo set contro Taylor Fritz. Raggiunge per la prima volta in carriera i quarti di finale al Roland Garros con la vittoria sul top 10 Hubert Hurkacz e soccombe nuovamente a Sinner. Al secondo turno di Wimbledon elimina Shang Juncheng, che aveva vinto i primi due set, e dopo la netta vittoria su Gaël Monfils si ritira nel primo set di quarto turno contro Medvedev. Rientra dopo più di un mese e non raccoglie grandi successi nei Masters 1000 di Montreal e Cincinnati. Si riscatta agli US Open raggiungendo i quarti di finale grazie al successo in cinque set sul nº 6 del mondo Rublëv e si ritira durante il match contro Tiafoe. Contribuisce alla vittoria in Laver Cup del Team Europe sconfiggendo Alejandro Tabilo. Eliminato al quarto turno dello Shanghai Masters, raggiunge la finale allo Stockholm Open battendo Tallon Griekspoor e cede in due set a Tommy Paul. Rimane in corsa fino all'ultimo per un posto alle ATP Finals, ma con le sconfitte al secondo turno al Vienna Open e nei quarti al Paris Masters è il primo degli esclusi. 

### 2025
Inizia la stagione con i ritiri in semifinale al Brisbane International e al primo turno agli Australian Open, risultati con cui esce dalla top 10. Al quarto turno dell'Indian Wells Open raccoglie solo due giochi contro Alcaraz dopo aver sconfitto Nuno Borges e Gaël Monfils. Torna a mettersi in evidenza al Miami Open con le vittorie su Karen Chačanov e Francisco Cerundolo (al quale annulla un match-point) e viene nettamente sconfitto da Novak Djokovic in semifinale. Crolla nei quarti di finale al Monte Carlo Masters contro Alex de Minaur, che si impone per 6-0, 6-0. Il momento negativo continua con le sconfitte contro Gabriel Diallo al quarto turno del Madrid Open e contro Francesco Passaro al turno di esordio agli Internazionali d'Italia. Durante gli ottavi a Wimbledon, dopo aver vinto i primi due set contro il n.1 al mondo Jannik Sinner, è costretto al ritiro per infortunio sul 2-2 nel terzo set.

## Stile di gioco

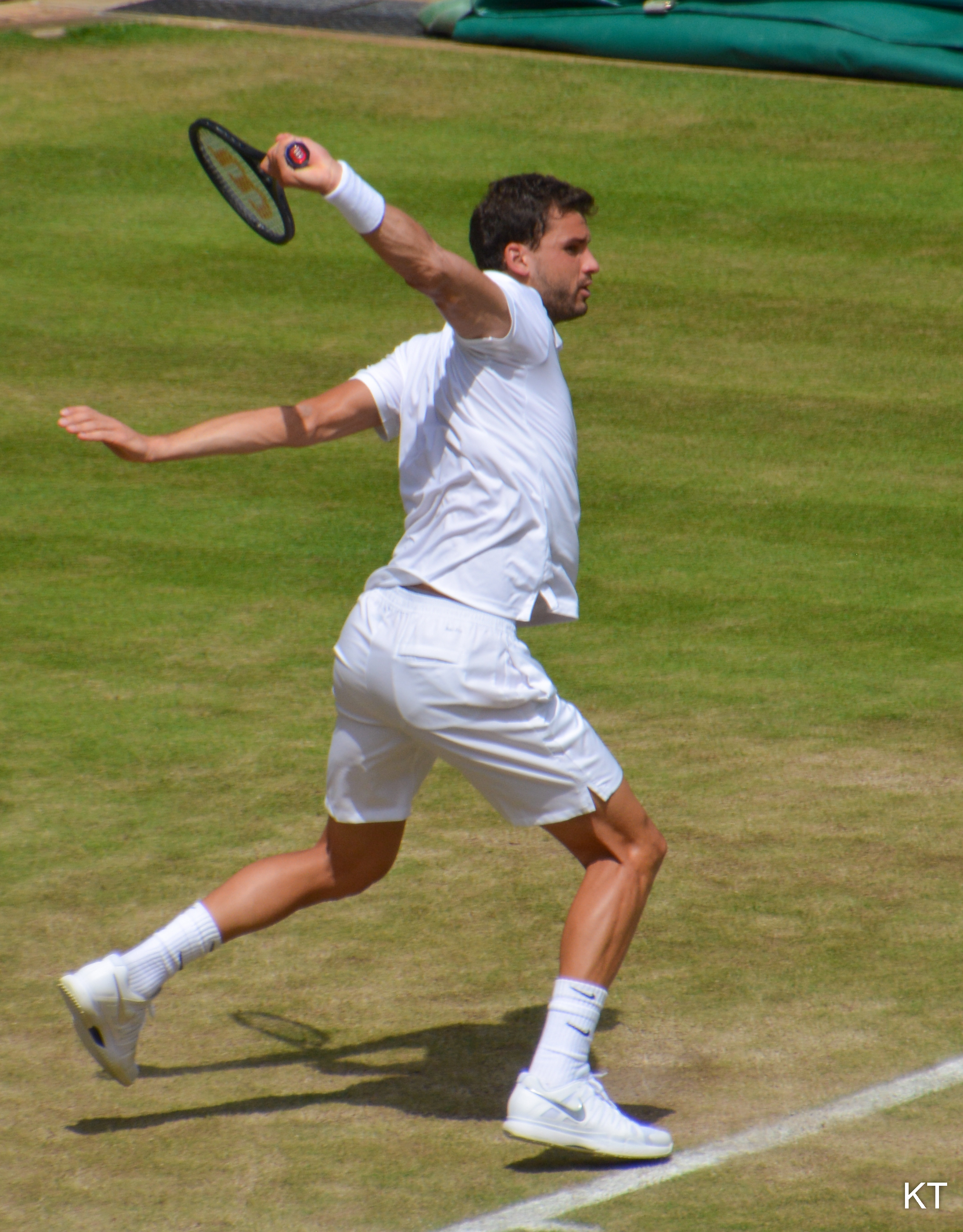
Il rovescio a una mano di Dimitrov

Grigor Dimitrov è destrorso e gioca il rovescio a una mano. Preferisce le superfici veloci. Il colpo più efficace è il diritto, ma possiede anche un ottimo servizio e un rovescio slice molto insidioso che gli permette di cambiare ritmo e di mettere in difficoltà gli avversari i quali spesso sono costretti a giocare un colpo interlocutorio e poco efficace; possiede anche uno dei migliori rovesci a una mano del circuito riuscendo a colpire la palla con buon anticipo e potenza, anche se questo colpo durante la sua carriera non sempre è stato affidabile, ricorrendo spesso all'uso del back rispetto al rovescio coperto. Dal 2023 ha migliorato il suo rovescio ricorrendo meno all'uso dello slice e giocandolo in modo più aggressivo. Possiede una delle risposte più efficaci del circuito, grazie alla sua scelta di tempo e grande manualità, superato solo da Djokovic e per un breve periodo dal belga Goffin. È dotato di una straordinaria manualità ed elasticità, qualità che gli permettono di compiere giocate spettacolari come tweener, volèe in tuffo e recuperi esasperati in spaccata.

## Statistiche

### Singolare

#### Vittorie (9)
| Legenda singolare    |
| Grande Slam (0)      |
| ATP Finals (1)       |
| Giochi olimpici (0)  |
| ATP Masters 1000 (1) |
| ATP Tour 500 (1)     |
| ATP Tour 250 (6)     |

| N. | Data             | Torneo                               | Superficie  | Avversario in finale | Punteggio              |
| 1. | 20 ottobre 2013  | Stockholm Open, Stoccolma            | Cemento (i) | David Ferrer         | 2–6, 6–3, 6–4          |
| 2. | 1º marzo 2014    | Open del Messico, Acapulco           | Cemento     | Kevin Anderson       | 7–6(1), 3–6, 7–6(5)    |
| 3. | 27 aprile 2014   | Romanian Open, Bucarest              | Terra rossa | Lukáš Rosol          | 7–6(2), 6–1            |
| 4. | 15 giugno 2014   | Queen's Club Championships, Londra   | Erba        | Feliciano López      | 6(8)–7, 7–6(1), 7–6(6) |
| 5. | 8 gennaio 2017   | Brisbane International, Brisbane     | Cemento     | Kei Nishikori        | 6–2, 2–6, 6–3          |
| 6. | 12 febbraio 2017 | Sofia Open, Sofia                    | Cemento (i) | David Goffin         | 7–5, 6–4               |
| 7. | 20 agosto 2017   | Cincinnati Open, Cincinnati          | Cemento     | Nick Kyrgios         | 6–3, 7–5               |
| 8. | 19 novembre 2017 | ATP Finals, Londra                   | Cemento (i) | David Goffin         | 7–5, 4–6, 6–3          |
| 9. | 7 gennaio 2024   | Brisbane International, Brisbane (2) | Cemento     | Holger Rune          | 7–6(5), 6–4            |

#### Finali perse (12)
| Legenda singolare    |
| Grande Slam (0)      |
| ATP Finals (0)       |
| Argenti olimpici (0) |
| ATP Masters 1000 (2) |
| ATP Tour 500 (2)     |
| ATP Tour 250 (8)     |

| N.  | Data             | Torneo                           | Superficie  | Avversario in finale  | Punteggio           |
| 1.  | 6 gennaio 2013   | Brisbane International, Brisbane | Cemento     | Andy Murray           | 6(0)–7, 4–6         |
| 2.  | 19 ottobre 2014  | Stockholm Open, Stoccolma        | Cemento (i) | Tomáš Berdych         | 7–5, 4–6, 4–6       |
| 3.  | 16 gennaio 2016  | Sydney International, Sydney     | Cemento     | Viktor Troicki        | 6–2, 1–6, 6(7)–7    |
| 4.  | 1º maggio 2016   | Istanbul Open, Istanbul          | Terra rossa | Diego Schwartzman     | 7–6(5), 6(4)–7, 0–6 |
| 5.  | 9 ottobre 2016   | China Open, Pechino              | Cemento     | Andy Murray           | 4–6, 6(2)–7         |
| 6.  | 22 ottobre 2017  | Stockholm Open, Stoccolma (2)    | Cemento (i) | Juan Martín del Potro | 4–6, 2–6            |
| 7.  | 18 febbraio 2018 | Rotterdam Open, Rotterdam        | Cemento (i) | Roger Federer         | 2–6, 2–6            |
| 8.  | 27 maggio 2023   | Geneva Open, Ginevra             | Terra rossa | Nicolás Jarry         | 6(1)–7, 1–6         |
| 9.  | 5 novembre 2023  | Paris Masters, Parigi            | Cemento (i) | Novak Đoković         | 4–6, 3–6            |
| 10. | 11 febbraio 2024 | Open 13, Marsiglia               | Cemento (i) | Ugo Humbert           | 4–6, 3–6            |
| 11. | 31 marzo 2024    | Miami Open, Miami                | Cemento     | Jannik Sinner         | 3–6, 1–6            |
| 12. | 20 ottobre 2024  | Stockholm Open, Stoccolma (3)    | Cemento (i) | Tommy Paul            | 4–6, 3–6            |

### Doppio

#### Finali perse (1)
| Legenda doppio       |
| Grande Slam (0)      |
| ATP Finals (0)       |
| Giochi olimpici (0)  |
| ATP Masters 1000 (0) |
| ATP Tour 500 (0)     |
| ATP Tour 250 (1)     |

| N. | Data           | Torneo                               | Superficie | Compagno      | Avversari in finale      | Punteggio |
| 1. | 12 giugno 2011 | Eastbourne International, Eastbourne | Erba       | Andreas Seppi | Jonathan Erlich Andy Ram | 3–6, 3–6  |

## Risultati in progressione

### Singolare
| V | F | SF | QF | #T | RR | Q# | A | Z# | PO | O | F-A | SF-B | ND |

(V) Torneo vinto; raggiunto (F) finale, (SF) semifinale, (QF) quarti di finale, (#T) turni 4, 3, 2, 1; (RR) round - robin; (Q#) Turno di qualificazione; (A) assente dal torneo; (Z#) Zona gruppo Coppa Davis/Fed Cup (con indicazione numero); (PO) play-off Coppa Davis o Fed Cup; vinto un (O) oro, (F-A) argento o (SF-B) bronzo ai Giochi Olimpici; (ND) torneo non disputato.
Aggiornati al 5 maggio 2025.
| Tornei del Grande Slam |                 |                 |                 |                 |                 |                 |                 |                 |                 |               |                 |                 |                 |                 |                 |                 |                 |      |              |              |              |
| Australian Open        | A               | A               | Q1              | 2T              | 2T              | 1T              | QF              | 4T              | 3T              | SF            | QF              | 4T              | 2T              | QF              | 2T              | 3T              | 3T              | 1T   | 0 / 15       | 33–15        | 69%          |
| Roland Garros          | A               | A               | A               | 1T              | 2T              | 3T              | 1T              | 1T              | 1T              | 3T            | 3T              | 3T              | 4T              | 1T              | 3T              | 4T              | QF              |      | 0 / 14       | 21–14        | 60%          |
| Wimbledon              | A               | 1T              | A               | 2T              | 2T              | 2T              | SF              | 3T              | 3T              | 4T            | 1T              | 1T              | ND              | 2T              | 1T              | 4T              | 4T              |      | 0 / 14       | 22–14        | 61%          |
| US Open                | A               | Q2              | A               | 1T              | 1T              | 1T              | 4T              | 2T              | 4T              | 2T            | 1T              | SF              | 2T              | 2T              | 2T              | 3T              | QF              |      | 0 / 14       | 21–14        | 60%          |
| Vittorie–Sconfitte     | 0–0             | 0–1             | 0–0             | 2–4             | 3–4             | 3–4             | 12–4            | 6–4             | 7–4             | 11–4          | 6–4             | 9–4             | 5–3             | 6–4             | 4–4             | 10–4            | 13–4            | 0–1  | 0 / 57       | 97–57        | 63%          |
| Torneo di fine anno    |                 |                 |                 |                 |                 |                 |                 |                 |                 |               |                 |                 |                 |                 |                 |                 |                 |      |              |              |              |
| ATP Finals             | Non Qualificato | Non Qualificato | Non Qualificato | Non Qualificato | Non Qualificato | Non Qualificato | Non Qualificato | Non Qualificato | Non Qualificato | V             | Non Qualificato | Non Qualificato | Non Qualificato | Non Qualificato | Non Qualificato | Non Qualificato | Non Qualificato |      | 1 / 1        | 5–0          | 100%         |
| ATP Tour Masters 1000  |                 |                 |                 |                 |                 |                 |                 |                 |                 |               |                 |                 |                 |                 |                 |                 |                 |      |              |              |              |
| Indian Wells           | A               | A               | A               | A               | 2T              | 3T              | 3T              | 3T              | 2T              | 3T            | 2T              | A               | ND              | SF              | QF              | 2T              | 4T              | 4T   | 0 / 12       | 16–12        | 57%          |
| Miami                  | A               | A               | A               | 1T              | 4T              | 3T              | 3T              | 3T              | 4T              | 2T            | 3T              | 3T              | ND              | 2T              | 2T              | 3T              | F               | SF   | 0 / 14       | 20–14        | 59%          |
| Monte Carlo            | A               | A               | A               | A               | Q2              | QF              | 3T              | QF              | 2T              | 2T            | SF              | 3T              | ND              | 3T              | SF              | 2T              | 3T              | QF   | 0 / 12       | 26–12        | 68%          |
| Madrid                 | Q1              | A               | A               | A               | A               | 3T              | 3T              | QF              | 1T              | 3T            | 2T              | 1T              | ND              | 1T              | 3T              | 3T              | 2T              | 4T   | 0 / 12       | 14–12        | 54%          |
| Roma                   | A               | A               | A               | A               | A               | 2T              | SF              | 2T              | 1T              | 1T            | 2T              | 1T              | QF              | 1T              | 2T              | 3T              | 4T              |      | 0 / 12       | 13–12        | 52%          |
| Montreal/Toronto       | A               | A               | A               | A               | Q1              | 1T              | SF              | 2T              | QF              | 3T            | QF              | 1T              | ND              | 2T              | 2T              | A               | 3T              |      | 0 / 10       | 12–10        | 55%          |
| Cincinnati             | A               | A               | A               | 2T              | Q1              | 3T              | 2T              | 3T              | SF              | V             | 3T              | 1T              | 2T              | 3T              | 1T              | 1T              | 2T              |      | 1 / 13       | 18–12        | 60%          |
| Shanghai               | ND              | A               | A               | 2T              | 2T              | 1T              | 2T              | A               | 2T              | QF            | A               | A               | ND              | ND              | ND              | SF              | 4T              |      | 0 / 8        | 12–8         | 59%          |
| Parigi                 | A               | A               | A               | A               | 2T              | 3T              | 3T              | 3T              | 3T              | 3T            | 3T              | SF              | A               | 3T              | 3T              | F               | QF              |      | 0 / 12       | 24–12        | 67%          |
| Vittorie–Sconfitte     | 0–0             | 0–0             | 0–0             | 2–3             | 6–4             | 12–9            | 15–9            | 14–8            | 12–9            | 12–8          | 8–8             | 7–7             | 4–2             | 10–8            | 13–8            | 13–8            | 16–9            | 11–4 | 1 / 105      | 155–104      | 60%          |
| Nazionale              |                 |                 |                 |                 |                 |                 |                 |                 |                 |               |                 |                 |                 |                 |                 |                 |                 |      |              |              |              |
| Giochi Olimpici        | A               | Non Disputati   | Non Disputati   | Non Disputati   | 2T              | Non Disputati   | Non Disputati   | Non Disputati   | 1T              | Non disputati | Non disputati   | Non disputati   | Non disputati   | A               | Non disputati   | Non disputati   | A               | ND   | 0 / 2        | 1–2          | 33%          |
| Coppa Davis            | Z3              | Z2              | Z2              | A               | Z3              | Z2              | Z2              | Z2              | A               | A             | A               | A               | ND              | A               | A               | A               | A               |      | 0 / 7        | 16–1         | 94%          |
| Vittorie–Sconfitte     | 5–0             | 2–0             | 2–1             | 0–0             | 3–0             | 2–0             | 1–0             | 1–0             | 0–0             | 0–0           | 0–0             | 0–0             | 0–0             | 0–0             | 0-0             | 0-0             | 0-0             |      | 0 / 7        | 16–1         | 94%          |
| Statistiche carriera   |                 |                 |                 |                 |                 |                 |                 |                 |                 |               |                 |                 |                 |                 |                 |                 |                 |      |              |              |              |
|                        | 2008            | 2009            | 2010            | 2011            | 2012            | 2013            | 2014            | 2015            | 2016            | 2017          | 2018            | 2019            | 2020            | 2021            | 2022            | 2023            | 2024            | 2025 | Titoli       | V–S          | V %          |
| Tornei giocati         | 1               | 6               | 1               | 25              | 19              | 24              | 21              | 22              | 26              | 23            | 19              | 21              | 11              | 18              | 22              | 22              | 19              | 8    | 303          | 303          | 303          |
| Titoli                 | 0               | 0               | 0               | 0               | 0               | 1               | 3               | 0               | 0               | 4             | 0               | 0               | 0               | 0               | 0               | 0               | 1               | 0    | 9            | 9            | 9            |
| Finali                 | 0               | 0               | 0               | 0               | 0               | 2               | 4               | 0               | 3               | 5             | 1               | 0               | 0               | 0               | 0               | 2               | 4               | 0    | 21           | 21           | 21           |
| Totale V–S             | 0–1             | 4–6             | 3–2             | 18–25           | 24–19           | 37–23           | 50–18           | 33–22           | 39–26           | 49–19         | 25–19           | 22–21           | 18–11           | 24–18           | 26–22           | 41–21           | 46–18           | 14–8 | 473–299      | 473–299      | 473–299      |
| Vittorie %             | 0%              | 40%             | 60%             | 42%             | 56%             | 62%             | 74%             | 60%             | 60%             | 72%           | 57%             | 51%             | 62%             | 57%             | 54%             | 66%             | 72%             | 64%  | 61%          | 61%          | 61%          |
| Ranking fine anno      | 493             | 288             | 106             | 76              | 48              | 23              | 11              | 28              | 17              | 3             | 19              | 20              | 19              | 28              | 28              | 14              | 10              |      | 29.824.320 $ | 29.824.320 $ | 29.824.320 $ |

## Vittorie contro giocatori top-10
| Stagione | 2012 | 2013 | 2014 | 2015 | 2016 | 2017 | 2018 | 2019 | 2020 | 2021 | 2022 | 2023 | 2024 | Totale |
| Vittorie | 1    | 3    | 4    | 2    | 3    | 8    | 2    | 2    | 1    | 2    | 2    | 7    | 6    | 43     |

| #    | Giocatore              | Ranking | Torneo                              | Superficie  | Turno | Punteggio                  |
| ---- | ---------------------- | ------- | ----------------------------------- | ----------- | ----- | -------------------------- |
| 2012 |                        |         |                                     |             |       |                            |
| 1.   | Tomáš Berdych          | 7       | Miami Open, Miami                   | Cemento     | 3T    | 6–3, 2–6, 6–4              |
| 2013 |                        |         |                                     |             |       |                            |
| 2.   | Janko Tipsarević       | 10      | Monte Carlo Masters, Monaco         | Terra rossa | 2T    | 7–6(3), 6–1                |
| 3.   | Novak Đoković          | 1       | Madrid Open, Madrid                 | Terra rossa | 2T    | 7–6(6), 6(8)–7, 6–3        |
| 4.   | David Ferrer           | 3       | Swedish Open, Stoccolma             | Cemento (i) | F     | 2–6, 6–3, 6–4              |
| 2014 |                        |         |                                     |             |       |                            |
| 5.   | Andy Murray            | 7       | Abierto Mexicano de Tenis, Acapulco | Cemento     | SF    | 4–6, 7–6(5), 7–6(3)        |
| 6.   | Tomáš Berdych (2)      | 6       | Internazionali d'Italia, Roma       | Terra rossa | 3T    | 6(3)–7, 6–2, 6–2           |
| 7.   | Stan Wawrinka          | 3       | Queen's Club Championships, Londra  | Erba        | SF    | 6–2, 6–4                   |
| 8.   | Andy Murray (2)        | 5       | Wimbledon, Londra                   | Erba        | QF    | 6–1, 7–6(4), 6–2           |
| 2015 |                        |         |                                     |             |       |                            |
| 9.   | Stan Wawrinka (2)      | 9       | Monte Carlo Masters, Monaco         | Terra rossa | 3T    | 6–1, 6–2                   |
| 10.  | Stan Wawrinka (3)      | 9       | Madrid Open, Madrid                 | Terra rossa | 3T    | 7–6(5), 3–6, 6–3           |
| 2016 |                        |         |                                     |             |       |                            |
| 11.  | Andy Murray (3)        | 2       | Miami Open, Miami                   | Cemento     | 3T    | 6(1)–7, 6–4, 6–3           |
| 12.  | Stan Wawrinka (4)      | 4       | Cincinnati Open, Cincinnati         | Cemento     | 3T    | 6–4, 6–4                   |
| 13.  | Rafael Nadal           | 4       | China Open, Pechino                 | Cemento     | QF    | 6–2, 6–4                   |
| 2017 |                        |         |                                     |             |       |                            |
| 14.  | Dominic Thiem          | 8       | Brisbane International, Brisbane    | Cemento     | QF    | 6−3, 4−6, 6−3              |
| 15.  | Milos Raonic           | 3       | Brisbane International, Brisbane    | Cemento     | SF    | 7–6(7), 6—2                |
| 16.  | Kei Nishikori          | 5       | Brisbane International, Brisbane    | Cemento     | F     | 6–2, 2–6, 6–3              |
| 17.  | Dominic Thiem (2)      | 4       | ATP Finals, Londra                  | Cemento (i) | RR    | 6–4, 5–7, 7–5              |
| 18.  | David Goffin           | 8       | ATP Finals, Londra                  | Cemento (i) | RR    | 6–0, 6–2                   |
| 19.  | Pablo Carreño Busta    | 10      | ATP Finals, Londra                  | Cemento (i) | RR    | 6–1, 6–1                   |
| 20.  | Jack Sock              | 9       | ATP Finals, Londra                  | Cemento (i) | SF    | 4–6, 6–0, 6–3              |
| 21.  | David Goffin (2)       | 8       | ATP Finals, Londra                  | Cemento (i) | F     | 7–5, 4–6, 6–3              |
| 2018 |                        |         |                                     |             |       |                            |
| 22.  | David Goffin (3)       | 7       | Rotterdam Open, Rotterdam           | Cemento (i) | SF    | 6–3, 0–1 rit               |
| 23.  | David Goffin (4)       | 7       | Monte Carlo Masters, Monaco         | Terra rossa | QF    | 6–4, 7–6(5)                |
| 2019 |                        |         |                                     |             |       |                            |
| 24.  | Roger Federer          | 3       | US Open, New York                   | Cemento     | QF    | 3–6, 6–4, 3–6, 6–4, 6–2    |
| 25.  | Dominic Thiem (3)      | 7       | Paris Masters, Parigi               | Cemento (i) | 3T    | 6–3, 6–2                   |
| 2020 |                        |         |                                     |             |       |                            |
| 26.  | Stefanos Tsitsipas     | 7       | Vienna Open, Vienna                 | Cemento (i) | 2T    | 6(5)–7, 6–4, 6–3           |
| 2021 |                        |         |                                     |             |       |                            |
| 27.  | Dominic Thiem (4)      | 3       | Australian Open, Melbourne          | Cemento     | 4T    | 6–4, 6–4, 6–0              |
| 28.  | Daniil Medvedev        | 2       | Indian Wells Open, Indian Wells     | Cemento     | 4T    | 4–6, 6–4, 6–3              |
| 2022 |                        |         |                                     |             |       |                            |
| 29.  | Casper Ruud            | 7       | Monte Carlo Masters, Monaco         | Terra rossa | 3T    | 6–3, 7–5                   |
| 30.  | Andrej Rublëv          | 8       | Vienna Open, Vienna                 | Cemento (i) | 2T    | 6–3, 6–4                   |
| 2023 |                        |         |                                     |             |       |                            |
| 31.  | Hubert Hurkacz         | 10      | Rotterdam Open, Rotterdam           | Cemento (i) | 3T    | 7–6(4), 7–6(5)             |
| 32.  | Taylor Fritz           | 9       | Geneva Open, Ginevra                | Terra rossa | SF    | 3–6, 7–5, 7–6(2)           |
| 33.  | Frances Tiafoe         | 10      | Wimbledon, Londra                   | Erba        | 3T    | 6–2, 6–3, 6–2              |
| 34.  | Holger Rune            | 4       | China Open, Pechino                 | Cemento     | 2T    | 6–3, 7–5                   |
| 35.  | Carlos Alcaraz         | 2       | Shanghai Masters, Shanghai          | Cemento     | 4T    | 5–7, 6–2, 6–4              |
| 36.  | Daniil Medvedev (2)    | 3       | Paris Masters, Parigi               | Cemento (i) | 3T    | 6–3, 6(5)–7, 7–6(2)        |
| 37.  | Stefanos Tsitsipas (2) | 6       | Paris Masters, Parigi               | Cemento (i) | SF    | 6–3, 6(1)–7, 7–6(3)        |
| 2024 |                        |         |                                     |             |       |                            |
| 38.  | Holger Rune (2)        | 8       | Brisbane International, Brisbane    | Cemento     | F     | 7–6(5), 6–4                |
| 39.  | Hubert Hurkacz (2)     | 9       | Miami Open, Miami                   | Cemento     | 4T    | 3–6, 6–3, 7–6(3)           |
| 40.  | Carlos Alcaraz (2)     | 2       | Miami Open, Miami                   | Cemento     | QF    | 6–2, 6–4                   |
| 41.  | Alexander Zverev       | 5       | Miami Open, Miami                   | Cemento     | SF    | 6–4, 6(4)–7, 6–4           |
| 42.  | Hubert Hurkacz (3)     | 9       | Open di Francia, Parigi             | Terra rossa | 4T    | 7–6(5), 6–4, 7–6(3)        |
| 43.  | Andrej Rublëv (2)      | 6       | US Open, New York                   | Cemento     | 4T    | 6–3, 7–6(3), 1–6, 3–6, 6–3 |